# VIM Airlines
VIM Avia (del ruso: ВИМ Авиа), conocida comúnmente como VIM Airlines, fue una aerolínea rusa con sede en Moscú. Operaba vuelos regulares y chárter desde el aeropuerto de Moscú-Domodédovo, también ofrecía servicio de arrendamiento de aeronaves.

## Historia
La aerolínea fue fundada por Viktor Ivanovich Merkulov en 2000 y comenzó a operar ese mismo año. A finales de 2004, la compañía adquirió Chitaavia y Aerobratsk, seguido de Russian Sky Airlines en 2005. En 2004, sus nuevos accionistas compraron 12 aviones Boeing 757-200, dirigidos al mercado de vuelos chárter (la primera aerolínea rusa que utiliza este tipo de aeronaves).
En septiembre de 2017, el director general de la empresa, Alexander Kochnev, y el jefe de contabilidad fueron detenidos por malversación de fondos. En cuanto a los propietarios, "se han apresurado a abandonar el país" para un destino desconocido, dijo la Comisión de Investigación. La empresa en quiebra había seguido vendiendo billetes sabiendo deliberadamente que no podía operar estos vuelos, dejando a decenas de miles de pasajeros varados.

## Flota

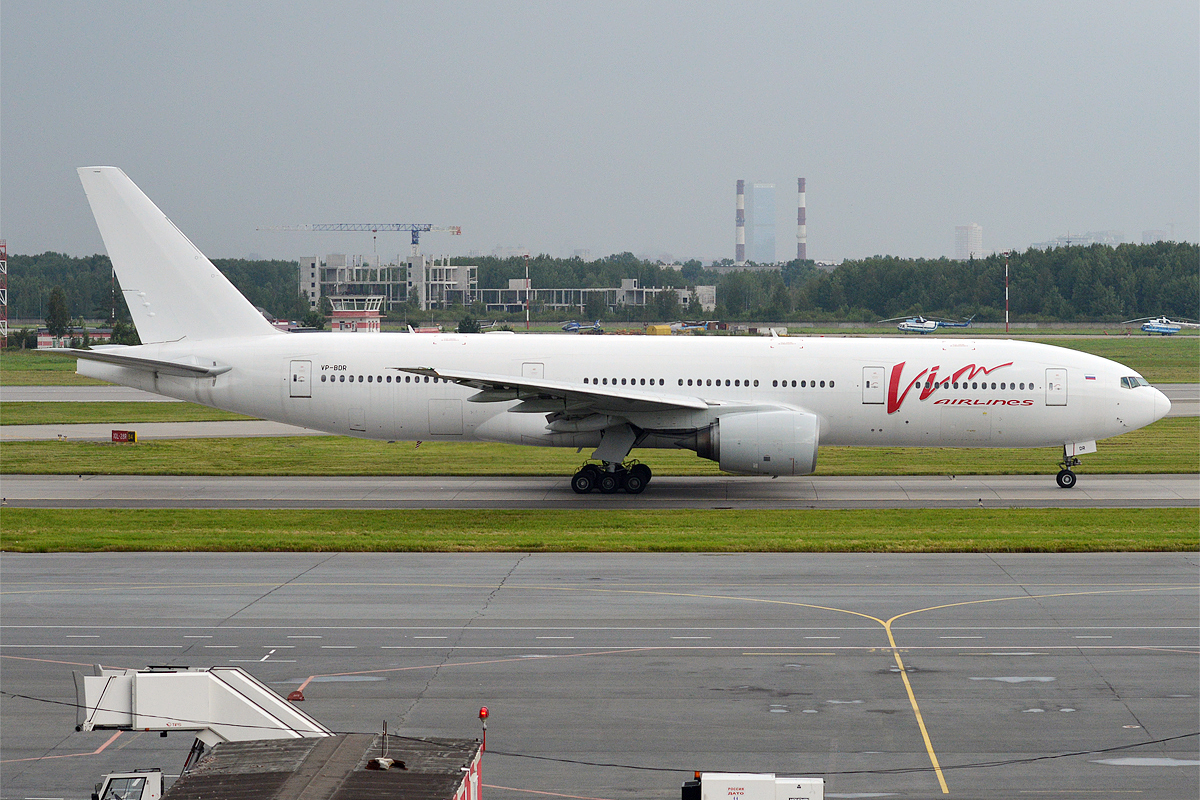
Un Boeing 777-200ER de VIM Airlines en 2016

### Flota activa
VIM Airlines operaba una flota de aeronaves Airbus y Boeing.
| Aeronave                | En servicio | Pedidos | Planes | Opciones | Asientos | Asientos | Asientos | Asientos | Notas                                                    |
| Aeronave                | En servicio | Pedidos | Planes | Opciones | B        | P        | E        | Total    | Notas                                                    |
| ----------------------- | ----------- | ------- | ------ | -------- | -------- | -------- | -------- | -------- | -------------------------------------------------------- |
| Airbus A319-100         | 4           | —       | 0      | —        | 0        | 0        | 150      | 150      | Arrendado de Ansett Worldwide Aviation Services (AWAS)   |
| Boeing 757-200          | 8           | —       | —      | —        | 0        | 220      | 220      | 220      | Configuración de asientos flexible 2 aviones almacenados |
| Boeing 767-300ER        | 1           | 1       | —      | —        | TBA      | TBA      | TBA      | TBA      |                                                          |
| Boeing 777-200ER        | 2           | 2       | —      | —        | TBA      | TBA      | TBA      | TBA      |                                                          |
| Bombardier CS300 Series | —           | 5       | —      | 10       | TBA      | TBA      | TBA      | TBA      | Arrendados de Ilyushin Finance Co.                       |
| Total                   | 15          | 8       | 0      | 10       |          |          |          |          |                                                          |

VIM Airlines también tenía previsto arrendar algunos Boeing 717-200, pero ha abandonado sus planes.

### Flota retirada
- 2 Ilyushin Il-62M
- 2 Tupolev Tu-154
- 4 Yakovlev Yak-42

Fuente: planespotters.net